# Condor (ópera)
Condor é uma ópera do compositor brasileiro Antônio Carlos Gomes, em 3 atos, em italiano. Com libreto de Mario Canti, estreou no Teatro alla Scala, Milão, em 21 de Fevereiro de 1891.